# Raffaele Di Nardo
Raffaele Di Nardo (Giugliano in Campania, 15 ottobre 1917 – Roma, 3 agosto 1984) è stato un politico italiano, più volte eletto alla Camera dei deputati.

## Biografia
Figlio di agricoltori, cominciò giovanissimo ad interessarsi alla politica, orientandosi verso il Partito Socialista, al quale aderì nel 1945. Conseguita la laurea in Scienze Agrarie, svolse la sua prima attività presso il Ministero dell'Agricoltura.
Venne eletto per la prima volta consigliere comunale di Giugliano il 20 ottobre 1946, ricoprendo prima la carica di assessore e poi di vice sindaco. Nel febbraio 1950 fu eletto sindaco di Giugliano, risultando essere uno dei più giovani sindaci del PSI, carica che mantenne fino al 1958, quando si dimise per rispettare l'incompatibilità con il mandato parlamentare.
Fu eletto alla Camera dei deputati la prima volta nelle consultazioni elettorali del 1953 e riconfermato nelle successive consultazioni del 1958, 1963 e 1968. Fu componente delle commissioni parlamentari del Lavori Pubblici, di quella della vigilanza sulla Cassa Depositi e Prestiti nonché di quella per la vigilanza degli istituti di previdenza.
Nel triennio 1965-1968 ricoprì la carica di sottosegretario di Stato al Lavoro e Previdenza Sociale.
Nel 1972, dopo quattro legislature, gli fu offerta la presidenza dell'INAIL, che rifiutò per ricandidarsi alla Camera, risultando il primo dei non eletti. Continuò negli anni successivi a rifiutare altri incarichi di partito pur restando a far parte della direzione nazionale del PSI.
L'amministrazione comunale di Giugliano gli ha dedicato un busto marmoreo nel cimitero cittadino.